# エリック・ヒルゲンドルフ

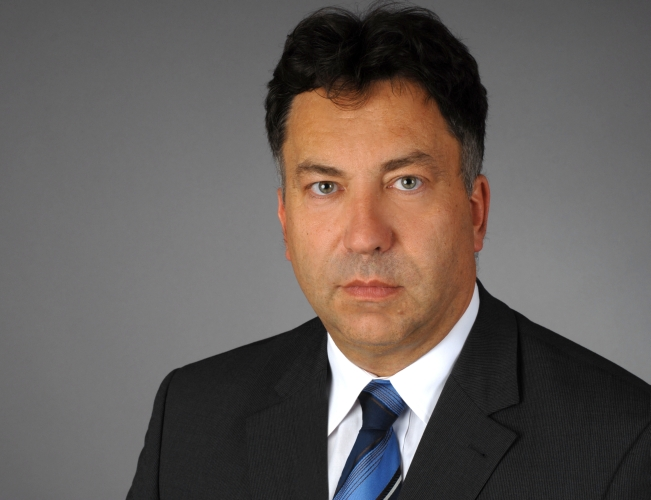
エリック・ヒルゲンドルフ

エリック・アンドレアス・ヒルゲンドルフ（1960年12月3日 - ）は、ドイツの刑法学者、法哲学者。ヴュルツブルク大学教授。シュトゥットガルト出身。

## 来歴
1980年、高校卒業後（Abitur）ヒルゲンドルフはテュービンゲン大学にて哲学、近代歴史学、宗教学と法学を学び、哲学と歴史学は『ドイツ議員の言論の自由についての発展歴史』についての修士論文を書き、卒業。1990年には『法律学での論調』のテーマで哲学博士号を獲得。法学博士号は1992年に『リスク社会での刑事製造物責任』のテーマで獲得。1997年には『刑事的事実発言と価値判断の画定について』の論文で大学教授資格を得る。この教授資格をテュービンゲン大学で得た後、はコンスタンツ大学で1997年から2001年まで、刑法学の教授を務めた。その後2001年からヴュルツブルクのユリウス・マクシミリアン大学ヴュルツブルクで刑法を教えている。ヒルゲンドルフはこの大学で刑法学、刑事訴訟法、法律説、情報科学法、インフォマティック法の研究所を持つ。また2010年10月から2012年12月まで同大学法学部学部長を務めた。

## 活動
ヒルゲンドルフは主に医学刑法、バイオ刑法、比較法学、コンピューターとインターネット刑法などの分野で活躍してる。特に法律基礎研究（法哲学、法律説、生命倫理学、法律解釈学と刑法学の歴史など）に力を注いでいる。ヒルゲンドルフは法律学にてのeラーニングのパイオニアとして知られており、2005年から2009年にはバイエルン州バーチャル大学（vhb）の方案評議会の委員を兼務した。
ヒルゲンドルフは刑法教育学会、分析的法哲学学会、ドイツヒューマニスティック・アカデミー学術諮問委員会、ギオルダノ・ブルーノ・ファンデーションなどでの委員であり、ハンス・ケルゼン学会（ウィーン）の通信員でもある。医学刑法とインターネット刑法についての問題に関して、ヒルゲンドルフは幾重ともドイツ国会、ドイツ政府を対象に審議を重ねている。
2008年より、ヒルゲンドルフはヴュルツブルク法律基礎研究所のスポークスマンを務めている。その上、ヴュルツブルク大学のプロジェクト『グローバルなシステムと異文化間能力』（GSIK）の司会者でもある。この修学プロジェクトは学問別に全生徒の異文化間で起こりえるコンフリクトの自覚、又は分析、（理想上）解決能力を鍛えるために設立され、他にも多数の比較法学的、インターナショナル的プロジェクトが上述のプロジェクトと関連している。2009年と2010年の間、ヒルゲンドルフはヤン・ヨルデン（フランクフルト・アン・デア・オーダー）とフェリックス・ティーデ（バド・ノイエンアール、アールワイラー）と共にビーレフェルトの学際的協力センター（ZiF）にての国際的研究グループの司会者を務めた。又、彼はトルコ、西アジア（特にアゼルバイジャン）と東アジア（中国、韓国、日本）との法律的開発企画パートナシップに力を注いでいる。
2010年にヒルゲンドルフは北京大学の梁根林教授と共に中国・ドイツ刑法教員学会（CDSV）を設立し、両国の学問的交流を進めている。

## 主な著書
- Argumentation in der Jurisprudenz. Zur Rezeption von analytischer Philosophie und kritischer Theorie in der Grundlagenforschung der Jurisprudenz, Tübingen, Univ., Diss., 1990.
- Die Entwicklungsgeschichte der parlamentarischen Redefreiheit in Deutschland, Lang, Frankfurt am Main 1991.
- Hans Albert zur Einführung, Junius, Hamburg 1997 (Zur Einführung, 143).
- Wissenschaftlicher Humanismus. Texte zur Moral- und Rechtsphilosophie des frühen logischen Empirismus, Haufe Verlag, Freiburg 1998 (Haufe-Schriftenreihe zur rechtswissenschaftlichen Grundlagenforschung, Bd. 12).
- Fallsammlung zum Strafrecht. Allgemeiner und Besonderer Teil, 5. Aufl., Beck, München 2008.
- dtv - Atlas Recht Bd. 1. Grundlagen, Staatsrecht, Strafrecht, Deutscher Taschenbuchverlag, München 2003, 2. Aufl. 2008.
- dtv - Atlas Recht Bd. 2 Verwaltungsrecht, Zivilrecht, Deutscher Taschenbuchverlag, München 2008.
- Strafrecht Besonderer Teil, Gieseking Verlag, 2. Aufl. Bielefeld 2009 (zusammen mit Gunter Arzt, Ulrich Weber und Bernd Heinrich).
- Die deutschsprachige Strafrechtswissenschaft in Selbstdarstellungen, 2010 (Herausgeber).
- Ostasiatisches Strafrecht, 2010 (Herausgeber).
- Eric Hilgendorf, Rudolf Rengier (Hrsg.): Festschrift für Professor Wolfgang Heinz: zum 70. Geburtstag. Nomos, Baden-Baden 2012, ISBN 978-3-8329-6637-9.